# Sepia vermiculata
Sepia vermiculata är en bläckfiskart som beskrevs av Jean René Constant Quoy och Joseph Paul Gaimard 1832. Sepia vermiculata ingår i släktet Sepia och familjen Sepiidae. IUCN kategoriserar arten globalt som otillräckligt studerad. Inga underarter finns listade i Catalogue of Life.